# Lethrinus lentjan
Lethrinus lentjan és una espècie de peix pertanyent a la família dels letrínids.

## Descripció
- Pot arribar a fer 52 cm de llargària màxima (normalment, en fa 40).
- 10 espines i 9 radis tous a l'aleta dorsal i 3 espines i 8 radis tous a l'anal.
- El cos és de color verd oliva a la part dorsal i més pàl·lid a la ventral.
- Boca lleugerament protràctil.
- Llavis gruixuts i molsuts.
- El marge posterior de l'opercle i, de vegades, la base de l'aleta pectoral és de color vermell.
- Aleta pectoral blanca, groga o rosada.
- Les aletes pèlviques i anal varien de color entre el blanc i el taronja.
- L'aleta dorsal és de color blanc i taronja amb una vora de color vermellós. L'aleta caudal és de color carabassa o vermell clapejat.[5][6][7]

## Reproducció
És hermafrodita.

## Alimentació
Menja principalment crustacis i mol·luscs, i, en menor grau, equinoderms, poliquets i peixos.

## Hàbitat
És un peix marí i d'aigua salabrosa, associat als esculls i de clima tropical (32°N-25°S) que viu entre 20 i 90 m de fondària.

## Distribució geogràfica
Es troba des del mar Roig, el golf Pèrsic i l'Àfrica oriental fins a les illes Ryukyu i Tonga.

## Longevitat
La seua esperança de vida és de 19 anys.

## Observacions
És inofensiu per als humans.